# Norrhult
Norrhult is een plaats in de gemeente Västervik in het landschap Småland en de provincie Kalmar län in Zweden. De plaats heeft 69 inwoners (2005) en een oppervlakte van 29 hectare.